# Sundance Film Festival

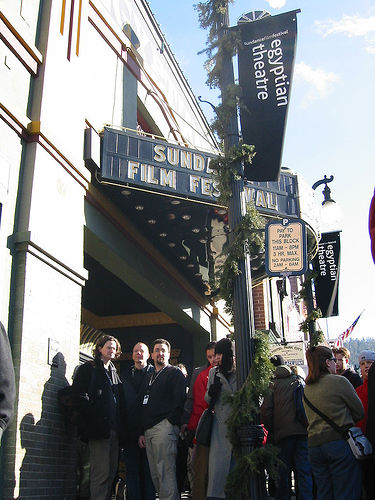
Sundance Film Festival

Sundance Film Festival – największy coroczny festiwal filmów niezależnych w USA, odbywający się w Park City, Salt Lake City, Ogden oraz w ośrodku narciarskim Sundance w stanie Utah od 1978 roku.
Nazwa festiwalu pochodzi od The Sundance Kid, postaci granej przez Roberta Redforda w Butch Cassidy and the Sundance Kid.

## Historia festiwalu
Festiwal odbył się po raz pierwszy we wrześniu 1978 roku, pod nazwą Utah/US Film Festival, i miał na celu przyciągnięcie jak największej liczby artystów do Utah. W tamtym okresie, na festiwalu prezentowano retrospektywy filmów oraz panele dyskusyjne twórców kina, oraz niewielką liczbę filmów zrealizowanych poza systemem hollywoodzkim (tzw. kino niezależne). Jednym z czynników, którym festiwal zawdzięcza swój rozwój jest zaangażowanie się weń Roberta Redforda, którego nazwisko przyciągnęło festiwalowi uwagę szerszej publiczności.
Tradycyjne wrześniowe spotkania zmieniły się w tym okresie w spotkania styczniowe, zgodnie z sugestią Sydneya Pollacka, radzącego wykorzystać fakt, że festiwal odbywa się w ośrodku narciarskim. Od 1985 roku, organizację wydarzenia przejął Sundance Institute, organizacja non-profit, a w 1991 nadano mu dzisiejszą nazwę, Sundance Film Festival. Wielu niezależnych filmowców tam właśnie zostało zauważonych po raz pierwszy – przywołać tu należy nazwiska takie jak bracia Coen, Kevin Smith, Robert Rodriguez, Quentin Tarantino i Jim Jarmusch.
w 2016 roku festiwal był sukcesem filmu polskiego:
- nagrodę World Cinema Dramatic Special Jury Award for Unique Vision and Design uzyskał polski film Córki Dancingu w reżyserii Agnieszki Smoczyńskiej[2],
- nagrodę ze reżyserię Directing Award: World Cinema Documentary uzyskał Michał Marczak za film Wszystkie nieprzespane noce[2].

## Laureaci festiwalu
Najbardziej popularną nagrodą festiwalu jest niewątpliwie World Cinema Jury Prize, czyli międzynarodowa nagroda jury, za film fabularny. W roku 2006, przyznano nagrody w 27 kategoriach.

### Laureaci Grand Jury Prize w kategorii filmów fabularnych (od roku 1985)
- 1985: Śmiertelnie proste (Joel i Ethan Coenowie)
- 1986: Smooth Talk (Joyce Chopra)
- 1987: The Trouble with Dick (Gary Walkow)
- 1987: Waiting for the Moon (Jill Godmilow)
- 1988: Heat and Sunlight (Rob Nilsson)
- 1989: True Love (Nancy Savoca)
- 1990: Chameleon Street (Wendell B. Harris Jr.)
- 1991: Poison (Todd Haynes)
- 1992: In the Soup (Alexandre Rockwell)
- 1993: Public Access (Bryan Singer)
- 1993: Ruby in Paradise (Victor Núñez)
- 1994: What Happened Was... (Tom Noonan)
- 1995: Piwne rozmowy braci McMullen (Edward Burns)
- 1996: Witajcie w domku dla lalek (Todd Solondz)
- 1997: Niedziela (Jonathan Nossiter)
- 1998: Slam (Marc Levin)
- 1999: Trzy pory roku (Tony Bui)
- 2000: Zbuntowana (Karyn Kusama)
- 2000: Możesz na mnie liczyć (Kenneth Lonergan)
- 2001: Fanatyk (Henry Bean)
- 2002: Personal Velocity: Three Portraits (Rebecca Miller)
- 2003: Amerykański splendor (Shari Springer Berman i Robert Pulcini)
- 2004: Wynalazek (Shane Carruth)
- 2005: Forty Shades of Blue (Ira Sachs)
- 2006: Quinceañera (Richard Glatzer i Wash Westmoreland)
- 2007: Padre Nuestro (Christopher Zalla)
- 2008: Rzeka ocalenia (Courtney Hunt)
- 2009: Hej, skarbie (Lee Daniels)
- 2010: Do szpiku kości (Debra Granik)
- 2011: Do szaleństwa (Drake Doremus)
- 2012: Bestie z południowych krain (Benh Zeitlin)
- 2013: Fruitvale (Ryan Coogler)
- 2014: Whiplash (Damien Chazelle)
- 2015: Earl i ja, i umierająca dziewczyna (Alfonso Gomez-Rejon)
- 2016: Narodziny narodu (Nate Parker)
- 2017: I Don't Feel at Home in This World Anymore (Macon Blair)
- 2018: Złe wychowanie Cameron Post (Desiree Akhavan)
- 2019: Clemency (Chinonye Chukwu)
- 2020: Minari (Lee Isaac Chung)
- 2021: CODA (Siân Heder)
- 2022: Niania (Nikyatu Jusu)
- 2023: Tysiąc i jeden (A. V. Rockwell)
- 2024: Poprzez lata (Alessandra Lacorazza Samudio)

### Laureaci Grand Jury Prize w kategorii zagranicznych filmów fabularnych (od roku 2005)
- 2005: O Herói (Zézé Gamboa)
- 2006: 13 Tzameti (Géla Babluani)
- 2007: Adama Meshuga'at (Dror Shaul)
- 2008: Król ping-ponga (Jens Jonsson)
- 2009: Służąca (Sebastián Silva)
- 2010: Królestwo zwierząt (David Michôd)
- 2011: Happy, happy (Anne Sewitsky)
- 2012: Violeta poszła do nieba (Andrés Wood)
- 2013: Jiseul (O Muel)
- 2014: Zabić człowieka (Alejandro Fernández Almendras)
- 2015: Slow West (John Maclean)
- 2016: Sufat Chol (Elite Zexer)
- 2017: Morderstwo w hotelu Hilton (Tarik Saleh)
- 2018: Butterflies (Tolga Karacelik)
- 2019: One Child Nation (Nanfu Wang i Jialing Zhang)

### Sundance Film Festival 2007 (nagrody za rok 2006)
- Grand Prix Jury: Film dokumentalny – Manda Bala
- Grand Prix Jury: Dramat – Padre Nuestro
- World Cinema Jury Prize: Film dokumentalny – Vores lykkes fjender
- World Cinema Jury Prize: Dramat – Adama Meshuga'at
- Nagroda Publiczności: Film dokumentalny – Hear and Now
- Nagroda Publiczności: Dramat – Grace Is Gone
- World Cinema Audience Award: Film dokumentalny – In the Shadow of the Moon
- World Cinema Audience Award: Dramat – Once
- Reżyseria (film dokumentalny) – Sean Fine & Andrea Nix, reżyser Fine for War/Dance
- Reżyseria (fikcja) – Jeffrey Blitz za Rocket Science
- 2007 nagroda im. Alfreda P. Sloana – Dark Matter

### Sundance Film Festival 2006 (nagrody za rok 2005)
- Grand Prix Jury: Film dokumentalny – God Grew Tired of Us
- Grand Prix Jury: Dramat – Quinceañera
- World Cinema Jury Prize: Film dokumentalny – In The Pit
- World Cinema Jury Prize: Dramat – 13 Tzameti
- Nagroda Publiczności: Film dokumentalny – God Grew Tired of Us
- Nagroda Publiczności: Dramat – Quinceañera
- World Cinema Audience Award: Film dokumentalny – De Nadie
- World Cinema Audience Award: Dramat – No. 2
- Reżyseria (film dokumentalny) – James Longley, reżyser Irak w kawałkach
- Reżyseria (fikcja) – Dito Montiel za Wszyscy twoi święci
- 2006 nagroda im. Alfreda P. Sloana – The House of Sand